# Hooe
Hooe är en ort och civil parish i Storbritannien.   Den ligger i grevskapet East Sussex och riksdelen England, i den södra delen av landet, 80 km sydost om huvudstaden London. Hooe ligger 35 meter över havet och antalet invånare är 446.
Terrängen runt Hooe är platt. Havet är nära Hooe söderut. Runt Hooe är det ganska tätbefolkat, med 166 invånare per kvadratkilometer. Närmaste större samhälle är Eastbourne, 14,0 km sydväst om Hooe. Trakten runt Hooe består till största delen av jordbruksmark.